# Martina Hingis
Martina Hingis (Košice, 30 de Setembro de 1980) é uma ex-tenista profissional suíça que já foi número 1 do ranking mundial feminino tanto em simples como em duplas. Ela já conquistou 98 títulos de torneios WTA, sendo que 43 em simples e 56 nas duplas.
Venceu cinco torneios do Grand Slam em simples, sendo três no Open da Austrália, um no Torneio de Wimbledon e um no US Open. Por duas vezes teve a chance de conquistar os quatro torneios do Grand Slam em simples, pois ficou com o vice-campeonato de Roland Garros em 1997 e 1999. Em duplas, ela ganhou onze torneios do Grand Slam, sendo quatro no Open da Austrália, três em Wimbledon, dois em Roland Garros e dois no US Open. Com isso ela está incluída na restrita lista das tenistas que possuem todos os títulos de Grand Slams de duplas da turnê feminina. Hingis foi a 17ª tenista da história a completar os quatro Grand Slam de Duplas. Já nas duplas mistas, Hingis já venceu quatro torneios do Grand Slam, sendo que dois foram no Open da Austrália, um no Torneio de Wimbledon e um no US Open.
Hingis também já conquistou 4 títulos de WTA Finals (ex-WTA Championships), sendo que duas dessas conquistas foram em simples e as outras duas nas duplas.
Em novembro de 2007, Martina Hingis anunciou o fim da sua carreira no circuito de tênis WTA, após a divulgação de um controle antidoping positivo. Hingis refutou a acusação de dopagem, acrescentando que o abandono da carreira decorreu em virtude dos seus problemas físicos.
Em 2010, casou-se com o francês Thibaut Hutin, praticante de esportes equestres, e separou em 2013.
Em Julho de 2013, retornou ao circuito em Carlsbad, disputando o torneio de duplas, ao lado de Daniela Hantuchová.
Disputou 2 Jogos Olímpicos. Em Atlanta 1996 disputou o torneio de simples, sendo eliminada na segunda rodada e em 2016 ganhou a medalha de prata de duplas nos Jogos Olímpicos do Rio de Janeiro ao lado da compatriota Timea Bacsinszky.
Durante da disputa do WTA Finals de 2017, anunciou sua terceira aposentadoria. Perdeu nas semifinais e, mesmo assim, abandonou o circuito como número 1 do mundo.
Hingis casou-se em julho de 2018 com Harald Leemann, depois de um namoro que durou mais de ano, no Resort em Bad Ragaz, a cerca de uma hora de carro de Zurique.
Em 8 de março de 2019, apresentou na sexta-feira,  a filha Lia, fruto da sua união com Harald Leemann, seu ex-preparado físico.
O anúncio da gravidez havia sido feito no início de outubro de 2018,  acompanhado da foto de um vestido rosa de Tenista, com uma raquete ao lado. No início de fevereiro do mesmo ano havia realizado um chá de bebê em luxuoso Resort em Bad Ragaz.

## Grand Slam finais

### Simples finais: 12 (5–7)
| Resultado | Ano  | Campeonato          | Piso   | Oponente          | Placar             |
| Campeã    | 1997 | Australian Open     | Duro   | Mary Pierce       | 6–2, 6–2           |
| Vice      | 1997 | Roland-Garros       | Saibro | Iva Majoli        | 4–6, 2–6           |
| Campeã    | 1997 | Wimbledon           | Grama  | Jana Novotná      | 2–6, 6–3, 6–3      |
| Campeã    | 1997 | US Open             | Duro   | Venus Williams    | 6–0, 6–4           |
| Campeã    | 1998 | Australian Open (2) | Duro   | Conchita Martínez | 6–3, 6–3           |
| Vice      | 1998 | US Open             | Duro   | Lindsay Davenport | 3–6, 5–7           |
| Campeã    | 1999 | Australian Open (3) | Duro   | Amélie Mauresmo   | 6–2, 6–3           |
| Vice      | 1999 | Roland-Garros       | Saibro | Steffi Graf       | 6–4, 5–7, 2–6      |
| Vice      | 1999 | US Open (2)         | Duro   | Serena Williams   | 3–6, 6–7(4–7)      |
| Vice      | 2000 | Australian Open     | Duro   | Lindsay Davenport | 1–6, 5–7           |
| Vice      | 2001 | Australian Open (2) | Duro   | Jennifer Capriati | 4–6, 3–6           |
| Vice      | 2002 | Australian Open (3) | Duro   | Jennifer Capriati | 6–4, 6–7(7–9), 2–6 |

### Duplas: 15 finais (12–3)
Hingis completou os quatro Grand Slam de Duplas, sendo a 17° da história.
| Resultado | Ano  | Campeonato          | Piso   | Parceira        | Oponentes                                  | Placar             |
| Campeã    | 1996 | Wimbledon           | Grama  | Helena Suková   | Meredith McGrath Larisa Savchenko Neiland  | 5–7, 7–5, 6–1      |
| Campeã    | 1997 | Australian Open     | Duro   | Natasha Zvereva | Lindsay Davenport Lisa Raymond             | 6–2, 6–2           |
| Campeã    | 1998 | Australian Open (2) | Duro   | Mirjana Lučić   | Lindsay Davenport Natasha Zvereva          | 6–4, 2–6, 6–3      |
| Campeã    | 1998 | Roland-Garros       | Saibro | Jana Novotná    | Lindsay Davenport Natasha Zvereva          | 6–1, 7–6(7–4)      |
| Campeã    | 1998 | Wimbledon (2)       | Grama  | Jana Novotná    | Lindsay Davenport Natasha Zvereva          | 6–3, 3–6, 8–6      |
| Campeã    | 1998 | US Open             | Duro   | Jana Novotná    | Lindsay Davenport Natasha Zvereva          | 6–3, 6–3           |
| Campeã    | 1999 | Australian Open (3) | Duro   | Anna Kournikova | Lindsay Davenport Natasha Zvereva          | 7–5, 6–3           |
| Vice      | 1999 | Roland Garros       | Saibro | Anna Kournikova | Serena Williams Venus Williams             | 3–6, 7–6(7–2), 6–8 |
| Vice      | 2000 | Australian Open     | Duro   | Mary Pierce     | Lisa Raymond Rennae Stubbs                 | 4–6, 7–5, 4–6      |
| Campeã    | 2000 | Roland-Garros       | Saibro | Mary Pierce     | Virginia Ruano Pascual Paola Suárez        | 6–2, 6–4           |
| Campeã    | 2002 | Australian Open (4) | Duro   | Anna Kournikova | Daniela Hantuchová Arantxa Sánchez Vicario | 6–2, 6–7(4–7), 6–1 |
| Vice      | 2014 | US Open             | Duro   | Flavia Pennetta | Ekaterina Makarova Elena Vesnina           | 6–2, 3–6, 2–6      |
| Campeã    | 2015 | Wimbledon (3)       | Grama  | Sania Mirza     | Ekaterina Makarova Elena Vesnina           | 5–7, 7–6(7–4), 7–5 |
| Campeã    | 2015 | US Open (2)         | Duro   | Sania Mirza     | Casey Dellacqua Yaroslava Shvedova         | 6–3, 6–3           |
| Campeã    | 2016 | Australian Open (5) | Duro   | Sania Mirza     | Andrea Hlaváčková Lucie Hradecká           | 7–6(7–1), 6–3      |

### Duplas Mistas: 4 finais (4–0)
| Resultado | Ano  | Campeonato      | Piso  | Parceiro        | Oponentes                         | Placar           |
| Campeã    | 2006 | Australian Open | Duro  | Mahesh Bhupathi | Elena Likhovtseva Daniel Nestor   | 6–3, 6–3         |
| Campeã    | 2015 | Australian Open | Duro  | Leander Paes    | Kristina Mladenovic Daniel Nestor | 6–4, 6–3         |
| Campeã    | 2015 | Wimbledon       | Grama | Leander Paes    | Tímea Babos Alexander Peya        | 6–1, 6–1         |
| Campeã    | 2015 | US Open         | Duro  | Leander Paes    | Bethanie Mattek-Sands Sam Querrey | 6–4, 3–6, [10–7] |

## WTA Tour Títulos

### Títulos de Simples (42)
| Legenda               |
| Grand Slam (5)        |
| WTA Championships (2) |
| Tier I Event (16)     |
| WTA Tour (19)         |

| Nº  | Data                    | Torneio                               | Superfície | Adversária da final     | Resultado        |
| --- | ----------------------- | ------------------------------------- | ---------- | ----------------------- | ---------------- |
| 1.  | 13 de outubro de 1996   | Filderstadt, Alemanha                 | Carpete    | Anke Huber              | 6-2 3-6 6-3      |
| 2.  | 10 de novembro de 1996  | Oakland, EUA                          | Carpete    | Monica Seles            | 6-2 6-0          |
| 3.  | 12 de janeiro de 1997   | Sydney, Austrália                     | Rápida     | Jennifer Capriati       | 6-1 5-7 6-1      |
| 4.  | 26 de janeiro de 1997   | Australian Open, Melbourne, Austrália | Rápida     | Mary Pierce             | 6-2 6-2          |
| 5.  | 2 de fevereiro de 1997  | Tóquio, Japão                         | Carpete    | Steffi Graf             | WO               |
| 6.  | 16 de fevereiro de 1997 | Paris, França                         | Rápida     | Anke Huber              | 6-3 3-6 6-3      |
| 7.  | 30 de março de 1997     | Key Biscayne, EUA                     | Rápida     | Monica Seles            | 6-2 6-1          |
| 8.  | 6 de abril de 1997      | Hilton Head Island, EUA               | Saibro     | Monica Seles            | 3-6 6-3 7-6      |
| 9.  | 6 de julho de 1997      | Wimbledon, Inglaterra                 | Grama      | Jana Novotná            | 2-6 6-3 6-3      |
| 10. | 27 de julho de 1997     | Stanford, EUA                         | Rápida     | Conchita Martínez       | 6-0 6-2          |
| 11. | 3 de agosto de 1997     | San Diego, EUA                        | Dura       | Monica Seles            | 7-6 6-4          |
| 12. | 7 de setembro de 1997   | US Open, Nova Iorque, EUA             | Rápida     | Venus Williams          | 6-0 6-4          |
| 13. | 12 de outubro de 1997   | Filderstadt, Alemanha                 | Carpete    | Lisa Raymond            | 6-2 6-4          |
| 14. | 16 de novembro de 1997  | Filadélfia, EUA                       | Carpete    | Lindsay Davenport       | 7-5 6-7 7-6      |
| 15. | 1 de fevereiro de 1998  | Australian Open, Austrália            | Dura       | Conchita Martínez       | 6-3 6-3          |
| 16. | 15 de março de 1998     | Indian Wells, EUA                     | Rápida     | Lindsay Davenport       | 6-3 6-4          |
| 17. | 4 de maio de 1998       | Hamburgo, Alemanha                    | Saibro     | Jana Novotná            | 6-3 7-5          |
| 18. | 17 de maio de 1998      | Masters de Roma, Itália               | Saibro     | Venus Williams          | 6-3 2-6 6-3      |
| 19. | 22 de novembro de 1998  | WTA Championships, Nova Iorque, EUA   | Rápida     | Lindsay Davenport       | 7-5 4-6 6-4 6-2  |
| 20. | 31 de janeiro de 1999   | Aberto da Austrália, Austrália        | Rápida     | Amélie Mauresmo         | 6-2 6-3          |
| 21. | 7 de fevereiro de 1999  | Tóquio, Japão                         | Carpete    | Amanda Coetzer          | 6-2 6-1          |
| 22. | 4 de abril de 1999      | Hilton Head Island, EUA               | Saibro     | Anna Kournikova         | 6-4 6-3          |
| 23. | 16 de maio de 1999      | Berlin, Alemanha                      | Saibro     | Julie Halard-Decugis    | 6-0 6-1          |
| 24. | 8 de agosto de 1999     | San Diego, EUA                        | Rápida     | Venus Williams          | 6-4 6-0          |
| 25. | 22 de agosto de 1999    | Toronto, Canadá                       | Rápida     | Monica Seles            | 6-4 6-4          |
| 26. | 10 de outubro de 1999   | Filderstadt, Alemanha                 | Carpete    | Mary Pierce             | 6-4 6-1          |
| 27. | 6 de fevereiro de 2000  | Tóquio, Japão                         | Carpete    | Sandrine Testud         | 6-3 7-5          |
| 28. | 2 de abril de 2000      | Miami, EUA                            | Rápida     | Lindsay Davenport       | 6-3 6-2          |
| 29. | 7 de maio de 2000       | Hamburgo, Alemanha                    | Saibro     | Aranxta Sánchez-Vicario | 6-3 6-3          |
| 30. | 25 de junho de 2000     | Hertogenbosch, Países Baixos          | Grama      | Ruxandra Dragomir       | 6-2 3-0 ret.     |
| 31. | 20 de agosto de 2000    | Toronto, Canadá                       | Rápida     | Serena Williams         | 0-6 6-3 3-0 abd. |
| 32. | 8 de outubro de 2000    | Filderstadt, Alemanha                 | Carpete    | Kim Clijsters           | 6-0 6-3          |
| 33. | 15 de outubro de 2000   | Zurique, Suíça                        | Rápida     | Lindsay Davenport       | 6-4 4-6 7-5      |
| 34. | 29 de outubro de 2000   | Moscou, Rússia                        | Carpete    | Anna Kournikova         | 6-3 6-1          |
| 35. | 19 de novembro de 2000  | WTA Championships, Nova Iorque, EUA   | Carpete    | Monica Seles            | 6-7 6-4 6-4      |
| 36. | 8 de janeiro de 2001    | Sydney, Austrália                     | Rápida     | Lindsay Davenport       | 6-3 4-6 7-5      |
| 37. | 18 de fevereiro de 2001 | Doha, Qatar                           | Rápida     | Sandrine Testud         | 6-3 6-2          |
| 38. | 25 de fevereiro de 2001 | Dubai, Emirados Árabes Unidos         | Rápida     | Nathalie Tauziat        | 6-4 6-4          |
| 39. | 13 de janeiro de 2002   | Sydney, Austrália                     | Rápida     | Meghann Shaughnessy     | 6-2 6-3          |
| 40. | 3 de fevereiro de 2002  | Tóquio, Japão                         | Carpete    | Monica Seles            | 7-6 4-6 6-3      |
| 41. | 15 de maio de 2006      | Roma, Itália                          | Saibro     | Dinara Safina           | 6-2 7-5          |
| 42. | 18 de setembro de 2006  | Calcutá, Índia                        | Carpete    | Olga Poutchkova         | 6-0 6-4          |

### Duplas (38)
| Legenda (Duplas)          |
| Premier Mandatory (1)     |
| Tier I (13)               |
| Tier II (12)              |
| Tier III (0)              |
| Tier IV (0)               |
| Grand Slam (9)            |
| WTA Tour Championship (2) |
| ITF Circuit (1)           |

| No. | Data                    | Torneio                        | Superfície   | Parceira                | Adversárias na final                                 | Placar           |
| 1.  | 5 de março de 1995      | Prostejov, República Checa     | Dura Indoors | Petra Langrova          | Eva Melicharova Kathar Teodorowicz                   | 7-6, 6-2         |
| 2.  | 7 de maio de 1995       | Hamburgo, Alemanha             | Saibro       | Gigi Fernandez          | Conchita Martinez Patricia Tarabini                  | 6-2, 6-3         |
| 3.  | 7 de julho de 1996      | Wimbledon, Reino Unido         | Grama        | Helena Sukova           | Meredith McGrath Larisa Neiland                      | 5-7, 7-5, 6-1    |
| 4.  | 20 de outubro de 1996   | Zurich Open, Suíça             | Carpete      | Helena Sukova           | Nicole Arendt Natasha Zvereva                        | 7-5, 6-4         |
| 5.  | 26 de janeiro de 1997   | Aberto da Austrália, Austrália | Dura         | Natasha Zvereva         | Lindsay Davenport Lisa Raymond                       | 6-2, 6-2         |
| 6.  | 16 de fevereiro de 1997 | Paris, França                  | Carpete      | Helena Sukova           | Alexandra Fusai Rita Grande                          | 6-3, 6-0         |
| 7.  | 6 de abril de 1997      | Charleston, Estados Unidos     | Saibro       | Mary Joe Fernandez      | Lindsay Davenport Jana Novotna                       | 7-5, 4-6, 6-1    |
| 8.  | 27 de julho de 1997     | Stanford, Estados Unidos       | Dura         | Lindsay Davenport       | Conchita Martinez Patricia Tarabini                  | 6-1, 6-3         |
| 9.  | 3 de agosto de 1997     | Carlsbad, Estados Unidos       | Dura         | Arantxa Sanchez-Vicario | Amy Frazier Kimberly Po                              | 6-3, 7-5         |
| 10. | 28 de setembro de 1997  | Leipzig, Alemanha              | Carpete      | Jana Novotna            | Yayuk Basuki Helena Sukova                           | 6-2, 6-2         |
| 11. | 12 de outubro de 1997   | Filderstadt, Alemanha          | Dura         | Arantxa Sanchez-Vicario | Lindsay Davenport Jana Novotna                       | 7-6, 3-6, 7-6    |
| 12. | 19 de outubro de 1997   | Zurich Open, Suíça             | Carpete      | Arantxa Sanchez-Vicario | Larisa Neiland Helena Sukova                         | 4-6, 6-4, 6-1    |
| 13. | 18 de janeiro de 1998   | Sydney, Austrália              | Dura         | Helena Sukova           | Katrina Adams Meredith McGrath                       | 6-1, 6-2         |
| 14. | 1 de fevereiro de 1998  | Aberto da Austrália, Austrália | Hard         | Mirjana Lucic           | Lindsay Davenport Natasha Zvereva                    | 6-4, 2-6, 6-3    |
| 15. | 8 de fevereiro de 1998  | Tóquio, Japão                  | Carpete      | Mirjana Lucic           | Lindsay Davenport Natasha Zvereva                    | 7-5, 6-4         |
| 16. | 29 de março de 1998     | Miami, Estados Unidos          | Dura         | Jana Novotna            | Arantxa Sanchez-Vicario Natasha Zvereva              | 6-2, 3-6, 6-3    |
| 17. | 7 de junho de 1998      | Roland Garros, França          | Saibro       | Jana Novotna            | norte-americano(a) Lindsay Davenport Natasha Zvereva | 6-1, 7-6         |
| 18. | 5 de julho de 1998      | Wimbledon, Reino Unido         | Grama        | Jana Novotna            | Lindsay Davenport Natasha Zvereva                    | 6-3, 3-6, 8-6    |
| 19. | 16 de agosto de 1998    | Los Angeles, Estados Unidos    | Dura         | Helena Sukova           | Tamarine Tanasugarn Elena Tatarkova                  | 6-4, 6-2         |
| 20. | 23 de agosto de 1998    | Toronto, Canadá                | Dura         | Jana Novotna            | Yayuk Basuki Caroline Vis                            | 6-3, 6-4         |
| 21. | 13 de setembro de 1998  | US Open, Estados Unidos        | Dura         | Jana Novotna            | Lindsay Davenport Natasha Zvereva                    | 6-3, 6-3         |
| 22. | 31 de janeiro de 1999   | Aberto da Austrália, Austrália | Dura         | Anna Kournikova         | Lindsay Davenport Natasha Zvereva                    | 7-5, 6-3         |
| 23. | 14 de março de 1999     | Indian Wells, Estados Unidos   | Dura         | Anna Kournikova         | Mary Joe Fernandez Jana Novotna                      | 6-2, 6-2         |
| 24. | 28 de março de 1999     | Miami, Estados Unidos          | Dura         | Jana Novotna            | Mary Joe Fernandez Monica Seles                      | 6-0, 4-6, 7-6    |
| 25. | 9 de maio de 1999       | Roma, Itália                   | Saibro       | Anna Kournikova         | Alexandra Fusai Nathalie Tauziat                     | 6-2, 6-2         |
| 26. | 20 de junho de 1999     | Eastbourne, Reino Unido        | Grama        | Anna Kournikova         | Jana Novotna Natasha Zvereva                         | 6-4, retired     |
| 27. | 21 de novembro de 1999  | Nova Iorque, Estados Unidos    | Carpet       | Anna Kournikova         | Arantxa Sanchez-Vicario Larisa Neiland               | 6-4, 6-4         |
| 28. | 6 de fevereiro de 2000  | Tóquio, Japão                  | Carpete      | Mary Pierce             | Alexandra Fusai Nathalie Tauziat                     | 6-4, 6-1         |
| 29. | 11 de junho de 2000     | Roland Garros, França          | Saibro       | Mary Pierce             | Virginia Ruano Pascual Paola Suarez                  | 6-2, 6-4         |
| 30. | 20 de agosto de 2000    | Toronto, Canadá                | Dura         | Nathalie Tauziat        | Julie Halard-Decugis Ai Sugiyama                     | 6-3, 3-6, 6-4    |
| 31. | 8 de outubro de 2000    | Filderstadt, Alemanha          | Dura coberta | Anna Kournikova         | Arantxa Sanchez-Vicario Barbara Schett               | 6-4, 6-2         |
| 32. | 15 de outubro de 2000   | Zurich Open, Suíça             | Carpete      | Anna Kournikova         | Kimberly Po Anne-Gaëlle Sidot                        | 6-3, 6-4         |
| 33. | 12 de novembro de 2000  | Filadélfia, Estados Unidos     | Carpete      | Anna Kournikova         | Lisa Raymond Rennae Stubbs                           | 6-2, 7-5         |
| 34. | 19 de novembro de 2000  | Nova Iorque, Estados Unidos    | Carpete      | Anna Kournikova         | Nicole Arendt Manon Bollegraf                        | 6-2, 6-3         |
| 35. | 7 de outubro de 2001    | Moscou, Rússia                 | Carpete      | Anna Kournikova         | Elena Dementieva Lina Krasnoroutskaya                | 7-6, 6-3         |
| 36. | 27 de janeiro de 2002   | Aberto da Austrália, Austrália | Dura         | Anna Kournikova         | Daniela Hantuchova Arantxa Sanchez-Vicario           | 6-2, 6-7, 6-1    |
| 37. | 5 de maio de 2002       | Hamburgo, Alemanha             | Saibro       | Barbara Schett          | Daniela Hantuchova Arantxa Sanchez-Vicario           | 6-1, 6-1         |
| 38. | 18 de março de 2014     | Miami, Estados Unidos          | Dura         | Sabine Lisicki          | Ekaterina Makarova Elena Vesnina                     | 4-6, 6-4, [10-5] |

## Linha do Tempo
| Tournament                   | 1994 | 1995  | 1996  | 1997 | 1998  | 1999  | 2000  | 2001  | 2002  | 2003 | 2004 | 2005 | 2006  | 2007 | Carreira |
| ---------------------------- | ---- | ----- | ----- | ---- | ----- | ----- | ----- | ----- | ----- | ---- | ---- | ---- | ----- | ---- | -------- |
| Australian Open              | -    | 2R    | QF    | V    | V     | V     | F     | F     | F     | -    | -    | -    | QF    | -    | 48-6     |
| Roland-Garros                | -    | 3R    | 3R    | F    | SF    | F     | SF    | SF    | -     | -    | -    | -    | QF    | -    | 35-8     |
| Wimbledon                    | -    | 1R    | 4R    | V    | SF    | 1R    | QF    | 1R    | -     | -    | -    | -    | 3R    | -    | 21-7     |
| U.S. Open                    | -    | 4R    | SF    | V    | F     | F     | SF    | SF    | 4R    | -    | -    | -    | 2R    | -    | 41-8     |
| Grand Slam Vitórias-Derrotas | 0-0  | 6-4   | 14-4  | 27-1 | 23-3  | 19-3  | 20-4  | 16-4  | 9-2   | 0-0  | 0-0  | 0-0  | 11-4  | -    | 145-29   |
| WTA Tour Championships       | -    | -     | F     | QF   | V     | F     | V     | -     | -     | -    | -    | -    | RR    | -    | 16-5     |
| Torneios disputados          | 4    | 13    | 18    | 17   | 18    | 20    | 20    | 18    | 12    | 0    | 0    | 1    | 20    | -    | 161      |
| Finais                       | 0    | 1     | 5     | 13   | 7     | 13    | 13    | 6     | 4     | 0    | 0    | 0    | 4     | -    | 66       |
| Torneios vencidos            | 0    | 0     | 2     | 12   | 5     | 7     | 9     | 3     | 2     | 0    | 0    | 0    | 2     | -    | 42       |
| Rápida vitórias-derrotas     | 2-1  | 7-5   | 15-5  | 38-1 | 32-8  | 41-7  | 43-6  | 39-7  | 28-8  | 0-0  | 0-0  | 0-1  | 28-12 | -    | 273-61   |
| Saibro vitórias-derrotas     | 0-0  | 7-3   | 10-5  | 11-1 | 16-2  | 19-2  | 12-2  | 17-5  | 2-1   | 0-0  | 0-0  | 0-0  | 14-3  | -    | 108-24   |
| Grama vitórias-derrotas      | 0-0  | 0-1   | 3-1   | 7-0  | 5-1   | 0-1   | 7-1   | 0-1   | 0-0   | 0-0  | 0-0  | 0-0  | 2-1   | -    | 24-7     |
| Carpete vitórias-derrotas    | 3-2  | 4-3   | 18-5  | 15-3 | 8-2   | 11-3  | 15-1  | 4-2   | 4-1   | 0-0  | 0-0  | 0-0  | 9-3   | -    | 91-25    |
| Total vitórias-derrotas      | 5-3  | 18-12 | 46-16 | 71-5 | 61-13 | 71-13 | 77-10 | 60-15 | 34-10 | 0-0  | 0-0  | 0-1  | 53-19 | -    | 496-1171 |
| Classificação final          | 87   | 16    | 4     | 1    | 2     | 1     | 1     | 4     | 10    | -    | -    | -    | -     | 7    | N/A      |

1 If ITF circuito feminino (Rápida: 12-2; Carpete: 6-1) e Fed Cup (10-0) com essas participações, total de  vitórias-derrotas vai para 524-120.